# Pseudaphelia simplex
Pseudaphelia simplex är en fjärilsart som beskrevs av Hans Rebel 1906. Pseudaphelia simplex ingår i släktet Pseudaphelia och familjen påfågelsspinnare. Inga underarter finns listade i Catalogue of Life.